# Tecozautla
Esta página se refiere a una localidad. Para el municipio homónimo véase Municipio de Tecozautla
Tecozautla es una localidad mexicana, cabecera del municipio de Tecozautla en el estado de Hidalgo. El 26 de septiembre del 2015 fue nombrado como uno de los Pueblos mágicos de México.

## Toponimia
El nombre Tecozautla proviene del náhuatl tetl -piedra-, cozauqui -cosa amarilla- y tla que significa -lugar de-; que en conjunto quiere decir "Lugar donde abunda la tierra amarilla".

## Historia
Al desintegrarse el imperio Tolteca llegaron una gran cantidad de migrantes los cuales se establecieron en este municipio y temerosos por ser atacados por otras tribus construyeron una muralla que medía entre cinco y seis metros de altura con una longitud aproximada de 4,788 metros, lo anterior sucedió entre los años 730 y 740 a. C.
La construcción de dicha muralla les ayudó mucho sobre todo cuando los Chichimecas atacaron a los Toltecas que habitaban esta región, dicha muralla les sirvió de escudo para defenderse. En el tiempo de la conquista por el año de 1551 llegaron los españoles a subyugar tierras, uno de los primeros españoles fue Nicolás Montaño cacique de Jilotepec. 
Con el fin de evangelizar a los indígenas de este lugar llegó el primer misionero franciscano fray Juan de Sanabria (por el año de 1535) quien fundó el primer convento y con la tarea de otros frailes consiguieron la evangelización y la reconciliación con los Chichimecas que habitaban la parte sur de la población y para muestra de esta determinación se destruyó la muralla que dividía a las tribus.

## Geografía
Se encuentra ubicado en el Valle del Mezquital, le corresponden las coordenadas geográficas 20° 32’ 01.942” de latitud norte y 99° 38’ 05.726” de longitud oeste, con una altitud de 1704 m s. n. m. Cuenta con un clima semiseco semicálido; con una temperatura climatológica media anual de 17 °C con una precipitación total anual de 517 milímetros.
En cuanto a fisiografía se encuentra en la provincia del Eje Neovolcánico, dentro de la subprovincia de Llanuras y Sierras de Querétaro e Hidalgo; su terreno es de lomerío. En lo que respecta a la hidrología se encuentra posicionado en la región del Pánuco, dentro de la cuenca el río Moctezuma, y la subcuenca del río Tecozautla.

## Demografía
De acuerdo con el Censo de Población y Vivienda 2020 del INEGI; la localidad tiene una población de 6701 habitantes, lo que representa el 17.63 % de la población municipal. De los cuales 3135 son hombres y 3566 son mujeres; con una relación de 87.91 hombres por 100 mujeres.
Las personas que hablan alguna lengua indígena, es de 111 personas, alrededor del 1.66 % de la población de la ciudad. En la ciudad hay 122 personas que se consideran afromexicanos o afrodescendientes, alrededor de 1.82 % de la población de la ciudad.
De acuerdo con datos del Censo INEGI 2020, unas 6041 declaran practicar la religión católica; unas 294 personas declararon profesar una religión protestante o cristiano evangélico; 1 personas declararon otra religión; y unas 363 personas que declararon no tener religión o no estar adscritas en alguna.
| Gráfica de evolución demográfica de Tecozautla entre 1900 y 2020 |
|                                                                  |
| Población registrada por los censos y conteos del INEGI.         |

## Cultura

### Arquitectura
El Templo y ex convento de Santiago Apóstol obra construida entre los años 1690 y 1700. El Reloj Monumental de Tecozautla es uno de los monumentos más importantes de la localidad. La torre fue edificada en el gobierno de Porfirio Díaz, atendiendo a un estilo neoclásico. El 15 de septiembre de 1904 se hace un acto solemne de la colocación de la primera piedra, erigido simultáneamente con el Reloj Monumental de Pachuca, ambos monumentos se inauguraron el 15 de septiembre de 1910.

### Fiestas
La fiesta con mayor tradición es la que se celebra el 25 de julio de cada año, en honor a Santiago Apóstol como patrono del pueblo, se le denomina como Feria de la Fruta en la cual se puede disfrutar de un mercado popular en el cual se exponen artesanías, juegos mecánicos, jaripeos, variedades artísticas y exhibición de frutas de la región.

### Gastronomía
El platillo más tradicional de este municipio es el mole rojo con guajolote o gallina casera, mole verde, barbacoa de carnero, carnitas además en temporada hay escamoles, gusanos de maguey, verdolagas y quelites.

## Economía
La localidad tiene un grado de marginación bajo y un grado de rezago muy bajo.